# Tourbillon potentiel

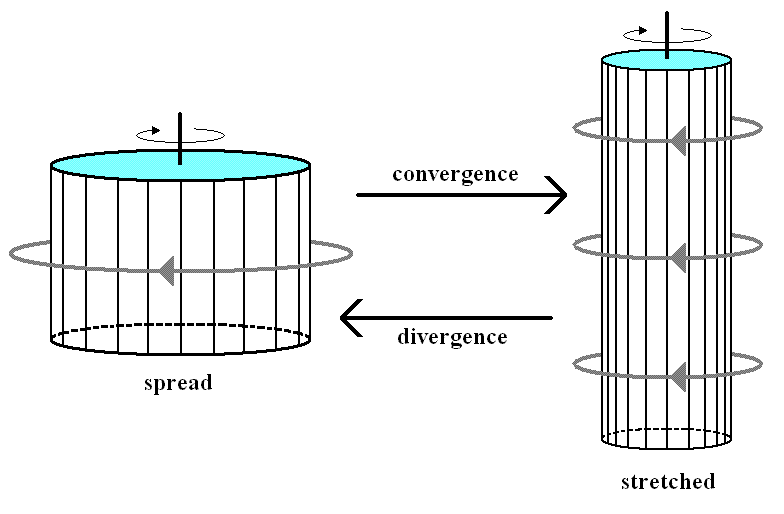
Conservation du tourbillon potentiel menant à de la convergence et de la divergence dans le fluide.

Le tourbillon potentiel (TP) est un concept conservatif de dynamique des fluides qui décrit la valeur du tourbillon dans une masse de fluide (généralement l'air ou l'océan) dans une colonne comprise entre deux surfaces isentropes adjacentes. Un déplacement depuis une latitude standard arbitraire vers une autre, réduit ou étire l'épaisseur de la colonne afin de conserver le tourbillon potentiel et cette valeur permet ainsi d'identifier les caractéristiques de la masse et de suivre son déplacement.
Le tourbillon potentiel est utilisé en météorologie et en océanographie pour décrire le mouvement vertical dans l'atmosphère et l'océan. C'est un concept servant à déterminer la cyclogénèse (formation des dépressions atmosphériques le long des fronts) et dans l'analyse des flux océaniques. Par exemple, la physique du mistral dans le sud-est de la France a longtemps été mal comprise car il est contre-intuitif que le temps soit ensoleillé à Marseille avec un vent violent de nord-ouest alors qu'à Nice un vent fort d'est souffle avec de la pluie. L'explication de ce phénomène découle du théorème de conservation du tourbillon potentiel et de son importance physique.

## Définition mathématique
Carl-Gustaf Rossby est le premier à définir le tourbillon potentiel en 1936. Ce travail est basé sur une analyse d'une modélisation du Gulf Stream en tant qu'une couche peu profonde d'eau par rapport à son étendue horizontale. Quelques années plus tard, Hans Ertel développa le concept dans l'équation :
{\displaystyle {\rm {TP}}={\frac {1}{\rho }}(2{\vec {\Omega }}+{\vec {\nabla }}\wedge {\vec {u}})\cdot \,{\vec {\nabla }}\theta ={\frac {1}{\rho }}\,{\vec {\zeta }}\,^{a}\cdot \,{\vec {\nabla }}\theta \qquad \scriptstyle ({\text{en}}\ \mathrm {m^{2}K\ s^{-1}kg^{-1}} {\text{et une valeur de}}\ 10^{-6}\mathrm {m^{2}K\ s^{-1}kg^{-1}} {\text{est appelée une unité de TP}})}.
Où:
- {\displaystyle \rho } est la densité du fluide (en kilogrammes par mètre cube) ;
- {\displaystyle {\vec {\Omega }}} est la vitesse angulaire de rotation de la Terre à la latitude considérée ;
- {\displaystyle {\vec {u}}} est la vitesse de déplacement d'un parcelle d'air par rapport à la Terre ;
- {\displaystyle {\vec {\zeta }}^{a}} est le tourbillon absolu en seconde−1. Il peut être décomposé en ses deux composantes {\displaystyle {\vec {\nabla }}\wedge {\vec {u}}={\vec {\zeta }}}, le tourbillon relatif de la colonne de fluide, et {\displaystyle 2{\vec {\Omega }}}, le tourbillon de Coriolis à la latitude considérée (proportionnel au paramètre de Coriolis f) ;
- {\displaystyle {\vec {\nabla }}\theta } est le gradient de température potentielle (en kelvins par mètre).

Il est possible de démontrer par la première loi de la thermodynamique et de la conservation du mouvement que le tourbillon potentiel est isentropique. Une colonne de fluide ayant un TP donné ne peut en changer que par un changement diabatique (où il y a échange de chaleur avec l'environnement) ou par friction. Le tourbillon potentiel devient donc une façon de suivre les mouvements verticaux dans une masse d'air avec température potentielle constante.

## Usage

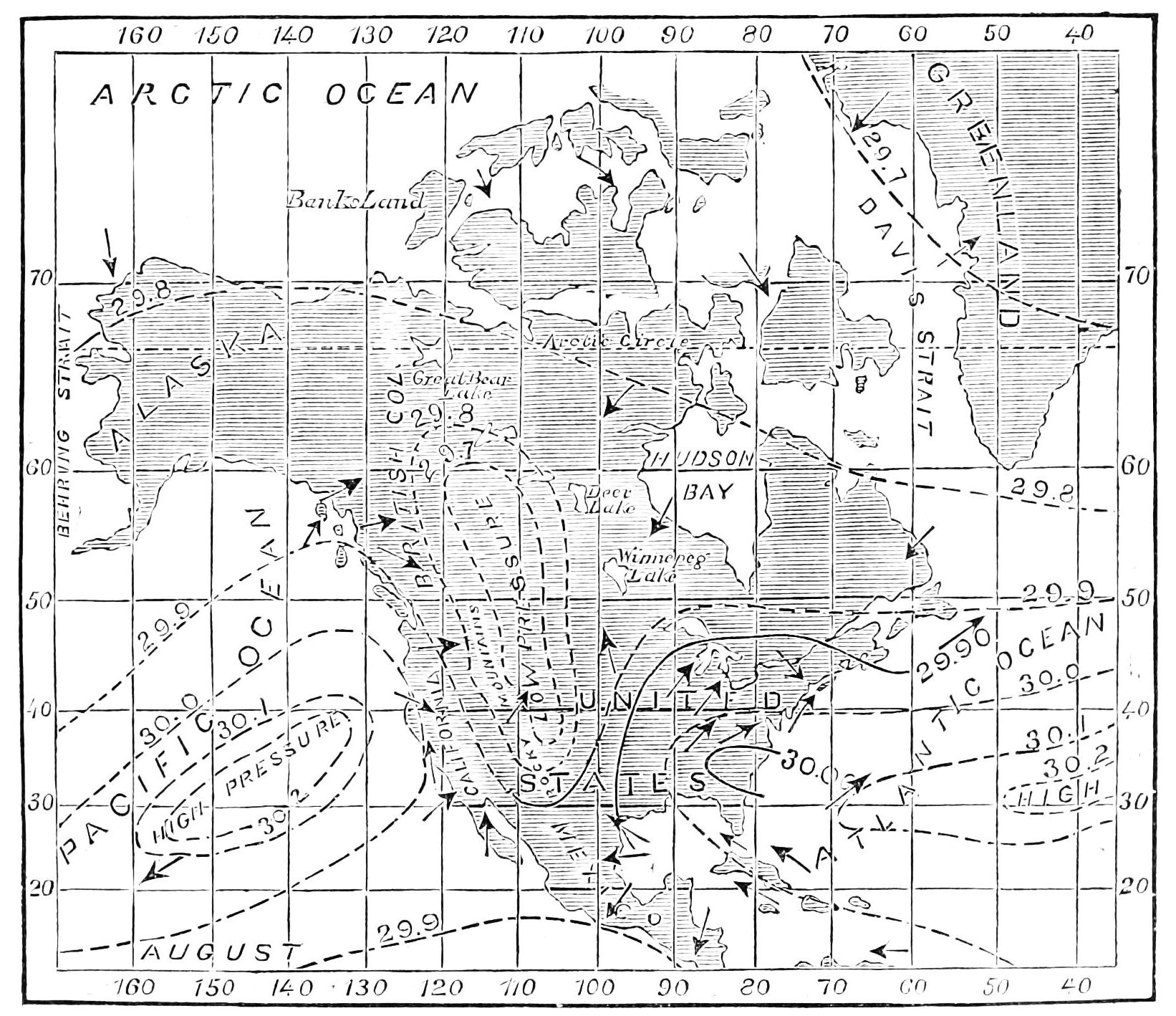
Création d'un creux en aval des montagnes Rocheuses par la conservation du TP de l'air passant au-dessus de celles-ci.

En météorologie, l'une des approximations est celle de l'atmosphère barotrope où il n'y a pas de variation de température dans une masse d'air. L'équation de tourbillon barotrope est donc une façon simple de prévoir le déplacement des creux et crêtes d'onde longue à une hauteur de 500 hPa. Dans les années 1950, le premier programme de prévision numérique du temps utilisa cette équation. Cependant, c'est l'advection de tourbillon positive dans un système barocline qui crée la cyclogénèse, le développement des dépressions des latitudes moyennes, et l'advection négative qui génère les anticyclones. Elle fait partie des équations primitives atmosphériques qui sont utilisés dans les modèles modernes.
En océanographie, les tourbillons sont particulièrement étudiés pour leur capacité à conserver les propriétés de salinité et de température dans le temps au sein d'une lentille d'eau de quelques kilomètres de diamètre et de plusieurs mètres de hauteur. On peut par exemple citer les remous (« eddies » en anglais) qui sortent de la mer Méditerranée par le canal de Gibraltar et en quelques semaines/mois arrivent dans les Caraïbes. Ces tourbillons sont recherchés par les sous-marins militaires pour cacher leur signature sonar. En effet la différence de température et de salinité du tourbillon crée une interface opaque.
Ceci implique la conservation du tourbillon potentiel. Le TP est donc l'équivalent en dynamique des fluides de l'inertie en mécanique. Ainsi un vaste tourbillon qui tourne lentement, augmentera sa vitesse de rotation s'il est étiré verticalement par une convergence des vents en surface (changement de {\displaystyle \scriptstyle \zeta }) ou un changement de latitude (changement de {\displaystyle \scriptstyle f}). La divergence produira l'effet inverse.

### Froids intenses dans le Midi de la France
Un exemple concret d'application du théorème d'invariance du tourbillon potentiel est le phénomène du mistral qui est presque toujours couplé à la dépression du golfe de Gênes qui est une dépression dynamique et qui peut engendrer des conditions météorologiques surprenantes dans le Midi de la France lorsque des vagues de froid majeures frappent le pays comme en 1709 et surtout en 1956. Il se produit alors un ciel clair à Marseille avec un mistral extrême
tandis que sur la Côte d'Azur, il neige abondamment.
La stratosphère est abaissée dans la vallée du Rhône et au nord des Alpes (et est nettement plus « chaude ») et donc {\displaystyle \|{\vec {\nabla }}\theta \|} est grand. Le tourbillon ζ correspond peu ou prou au tourbillon de Coriolis.  Au dessus du Golfe de Gênes, la tropopause est nettement plus élevée et la stratosphère a une température plus habituelle et en outre, la mer est plus « tiède » et donc {\displaystyle \|{\vec {\nabla }}\theta \|} devient plus petit. Donc ζ devient plus grand. Comme ζ devient plus grand, une circulation cyclonique se crée au-dessus du golfe de Gênes qui engendre un retour d'est sur Nice et des chutes de neige abondantes alors qu'il fait « beau » à Marseille.